# エレクトロニックコントロールユニット

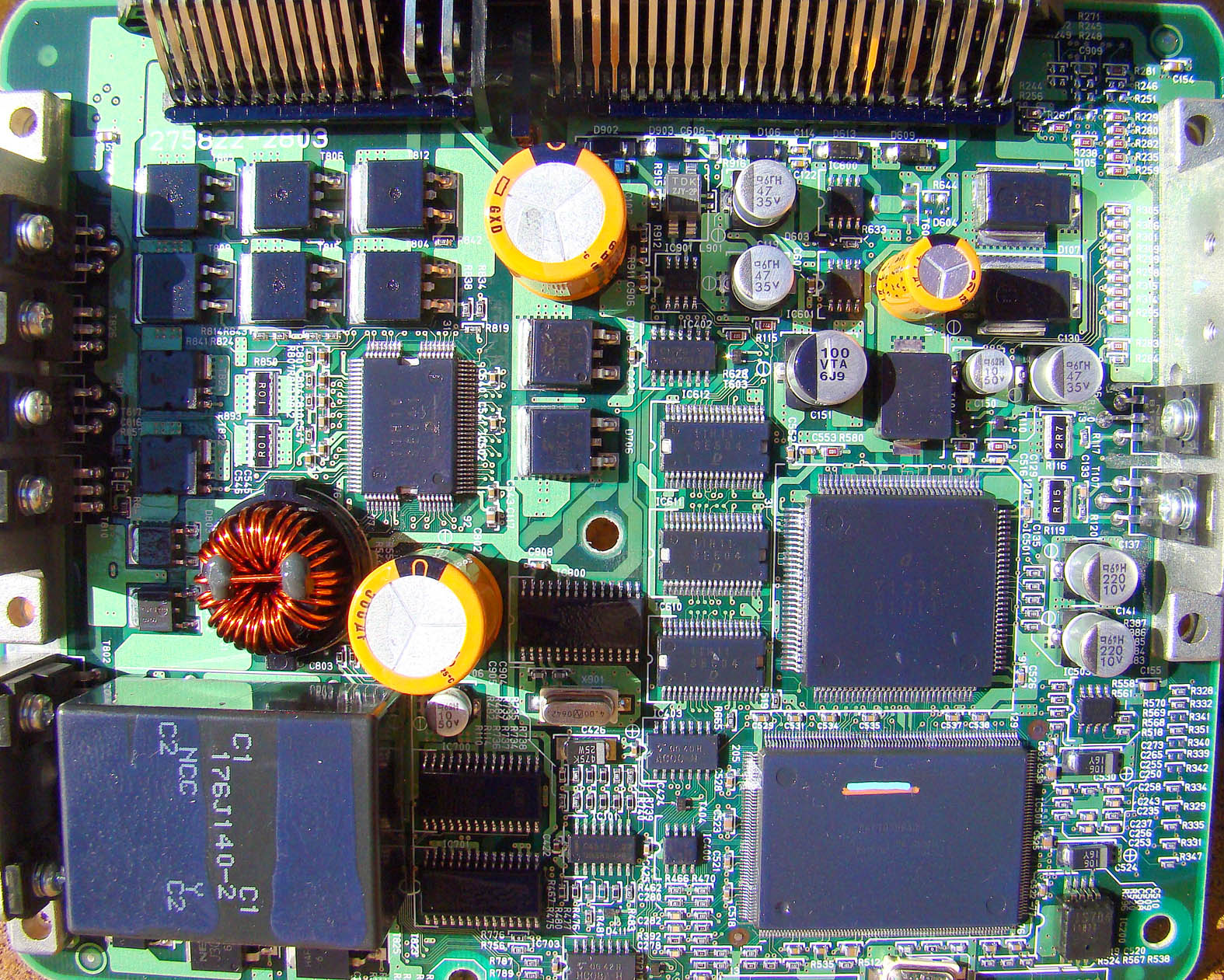
デンソー製ディーゼルエンジン制御用ECU

エレクトロニックコントロールユニット（英: Electronic Control Unit、略称はECU（イーシーユー））。システムを電子回路を用いて制御する装置（ユニット）の総称。主に自動車に搭載されるものを指す。現在では大半にマイクロコントローラー（マイコン）が搭載されている。

## 概要
現在の自動車内部には、エンジン、モーター、メーター、トランスミッション、ブレーキ、エアバッグ、ランプ、パワーステアリング、パワーウィンドウ、カーエアコン、電子キーの車両側受信部、カーオーディオ、カーナビゲーションといったあらゆるシステムの各種制御用に数十種もの専用ECUが搭載される。車種によってはサスペンションや騒音低減にも用いられている。
自動車排出ガス規制の進展によって搭載が始まった電子制御式燃料噴射装置のエンジンコントロールユニット（ECU）が元となっており、演算性能の向上と市場の要求に従い、順次他の機能が付加されてきた。この他、元来エンジンの制御に電気が不要である特性を活かすため、長らくECUが装備されていなかったディーゼルエンジンでは、グロープラグタイマーのような単機能のものも見られる。